# 알코르콘 센트랄역

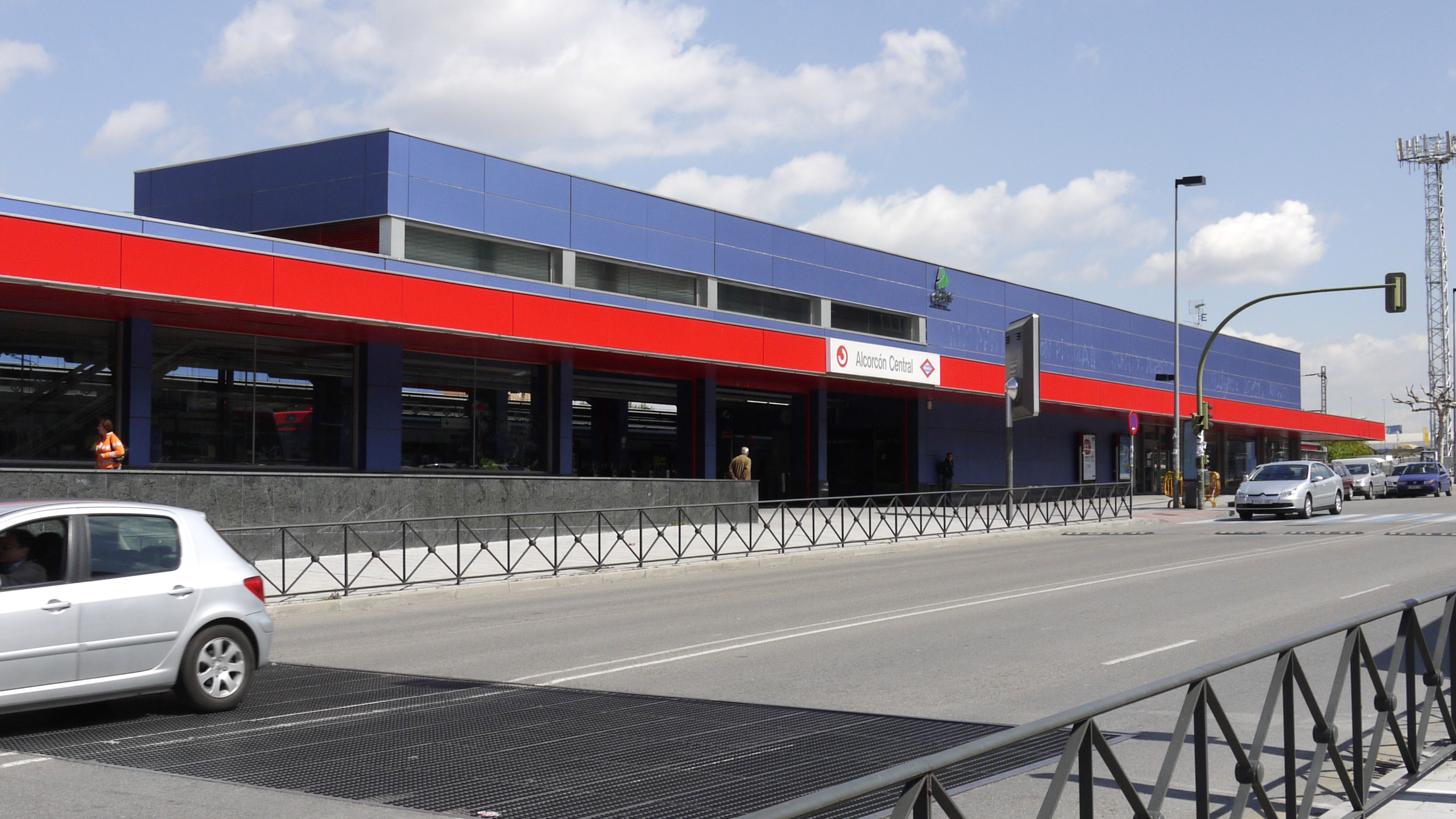
역 외관

알코르콘 센트랄 역(스페인어: Alcorcón Central) 또는 알코르콘역(스페인어: Alcorcón)은 마드리드 지하철 12호선과 세르카니아스 마드리드 노선이 지나는 환승역이다. 마드리드 지방 알코르콘 시에 위치해 있다. 요금구역상으로는 B1구역에 속한다.
지하철역의 이름은 '알코르콘 센트랄'이라 부르고, 세르카니아스 역 이름은 '알코르콘'이라 부른다. 하지만 둘은 서로 인접한 거리에 있다. 지하철 12호선은 이 역 외에도 세르카니아스 철도역이 있는 마드리드 교외 도시 중심부 다섯 곳을 경유하도록 짜여 있다.

## 역사
알코르콘 철도역은 19세기 말 마드리드-알모록스 협궤노선 개통과 함께 처음 문을 열었다. 스페인 내전 기간에는 철도망이 큰 피해를 입었고, 알코르콘 역도 마드리드 전투 기간에 최전선에 있었기 때문에 폭격 등으로 인해 무너져내렸다. 전후 복구되었고 수십년간 이용되다가, 1970년대 들어서 마드리드-알모록스 선이 폐선되었다. 그 이후 기존의 협궤선로를 1668mm 너비의 이베리아궤로 바꾸는 공사를 거쳤고, 1980년대 세르카니아스 마드리드 출범과 함께 세르카니아스 C6호선 (현 C5호선) 열차가 다니게 되었다.
지하철역은 2003년 4월 11일 12호선 전 구간 개통과 함께 문을 열었다. 이름은 '알코르콘 센트랄'이지만 정작 알코르콘 중심가와는 그리 인접해 있지 않다. 다만 알코르콘 중심가에서 가장 가까운 지하철역이기는 하다. 지하철역은 세르카니아스 역 지하에 위치해 있다.

## 환승 정보
역 주변에 버스 정류장이 두 곳 있다.
버스
- 알코르콘 시내버스
  - 1, 2, 3번 노선 (주간)
- 시외버스
  - 450, 510, 510A, 512, 516, 520, 535, 536, 541, 545, 546, 547, 548번 노선 (주간)
  - N501, N502번 노선 (야간)

지하철과 세르카니아스
| 마드리드 지하철              | 마드리드 지하철        | 마드리드 지하철                  |
| ---------------------------- | ---------------------- | -------------------------------- |
| 파르케 리스보아 순환선       | 마드리드 지하철 12호선 | 파르케 오에스테 순환선           |
| 세르카니아스 마드리드        |                        |                                  |
| 산 호세 데 발데라스 우마네스 | C5호선                 | 라스 레타마스 모스톨레스-엘 소토 |